# 劉勇河
劉勇河（1999年01月11日—），OUI娛樂旗下藝人。2018年，參加韓國MBC選秀節目《Under Nineteen》以最終票選第六名，成為男子團體1THE9的成員出道，團內隊長、副Rapper擔當。組合結束活動後，回到OUI娛樂，並於2020年10月5日，以WEi成員出道。

## 音樂作品
僅列出劉勇河的個人音樂作品，團體音樂作品請參考WEi條目。

### 韓國音樂著作權家協會登錄號
| 姓名   | 登記名字 | 編號     | 作品列表 |
| ------ | -------- | -------- | -------- |
| 劉勇河 | 유용하   | 10024017 | [ 4 ]    |

## 影視作品
僅列出劉勇河的個人影視作品，團體影視作品請參考WEi條目。

### 綜藝節目
| 年度   | 電視台 | 節目名稱           | 備註   |
| ------ | ------ | ------------------ | ------ |
| 2018年 | MBC    | 《Under Nineteen》 | 參賽者 |

## 外部連結
- 劉勇河的Instagram帳戶